# 殖民地事務大臣
殖民地事務大臣（英語：Secretary of State for the Colonies）是過去英國內閣的一個職務，創立於1768年，是殖民地部的部長。1782年第一次被廢除，之後英國殖民地事務先後由內政大臣、陸軍及殖民地大臣管理。1854年再度從陸軍及殖民地大臣分離出來，直到1966年廢除。

## 殖民地事務大臣列表

### 職位首次設立，1768年—1782年
- 希爾斯博羅伯爵威爾斯·希爾（The Earl of Hillsborough），1768—1772年在任
- 達特茅斯伯爵威廉·雷格（The Earl of Dartmouth），1772—1775年在任
- 喬治·日爾曼勳爵，1775—1782年在任

1782年職位廢除。
1801年至1854年，參見陸軍及殖民地大臣。

### 職位再次設立，1854年—1966年
- 喬治·格雷爵士（Sir George Grey），1854—1855年在任
- 亨利·拉布薛爾（Henry Labouchere），1855—1858年在任
- 愛德華·布爾沃-李頓（Edward Bulwer-Lytton），1858—1859年在任
- 紐卡斯爾公爵亨利·佩勒姆-柯林頓（The Duke of Newcastle），1859—1864年在任
- 愛德華·卡德維爾（Edward Cardwell），1864—1866年在任
- 卡納芬伯爵亨利·赫伯特（The Earl of Carnarvon），1866—1867年在任
- 白金漢和錢多斯公爵（The Duke of Buckingham

and Chandos），1867—1868年在任
- 格蘭維爾·琉森-高爾，1868—1870年在任
- 金伯利伯爵約翰·沃德浩斯（英语：John Wodehouse, 1st Earl of Kimberley），1870—1874年在任
- 卡納芬伯爵亨利·赫伯特，1874—1878年在任
- 麥克·希克斯·比奇（英语：Michael Hicks Beach, 1st Earl St Aldwyn），1878—1880年在任
- 金伯利伯爵約翰·沃德浩斯，1880—1882年在任
- 德比伯爵愛德華·史丹利（The Earl of Derby），1882—1885年在任
- 弗雷德里克·史丹利勳爵（Frederick Stanley），1885—1886年在任
- 愛德華·斯坦霍普（Edward Stanhope），1886—1887年在任
- 克努茲福德勳爵（The Lord Knutsford），1887—1892年在任
- 里彭侯爵喬治·羅賓遜，1892—1895年在任
- 約瑟夫·張伯倫（Joseph Chamberlain），1895—1903年在任
- 阿爾弗雷德·利特爾頓（英语：Alfred Lyttelton），1903—1905年在任
- 額爾金伯爵維克多·布魯斯，1905—1908年在任
- 羅伯特·克魯-米爾恩斯（英语：Robert Crewe-Milnes, 1st Marquess of Crewe），1908—1910年在任
- 劉易斯·哈爾庫特（Lewis Harcourt），1910—1915年在任
- 博納·勞（Bonar Law），1915—1916年在任
- 華特·隆（英语：Walter Long, 1st Viscount Long），1916—1919年在任
- 阿爾弗雷德·米爾納（Alfred Milner），1919—1921年在任
- 溫斯頓·邱吉爾（Winston Churchill），1921—1922年在任
- 德文郡公爵維克多·卡文迪許（The Duke of Devonshire），1922—1924年在任
- 詹姆斯·亨利·托馬斯（英语：J. H. Thomas），1924年在任
- 里奧·艾默里（Leo Amery），1924—1929年在任
- 帕斯菲爾德勳爵（The Lord Passfield），1929—1931年在任
- 菲利普·康里夫-李斯特（Philip Cunliffe-Lister），1931—1935年在任
- 詹姆斯·亨利·托馬斯，1935—1936年在任
- 威廉·奧姆斯比-戈爾（William Ormsby-Gore），1936—1938年在任
- 馬爾科姆·麥克唐納（Malcolm MacDonald），1938—1940年在任
- 喬治·洛伊德勳爵（The Lord Lloyd），1940—1941年在任
- 沃爾特·吉尼斯，1941—1942年在任
- 克蘭伯恩子爵（英语：Robert Gascoyne-Cecil, 5th Marquess of Salisbury），1942年在任
- 奧利佛·史丹利（Oliver Stanley），1942—1945年在任
- 喬治·霍爾（George Hall），1945—1946年在任
- 亞瑟·克里奇·瓊斯（Arthur Creech Jones），1946—1950年在任
- 吉姆·格里菲斯（Jim Griffiths），1950—1951年在任
- 奧利佛·利特爾頓（Oliver Lyttelton），1951—1954年在任
- 艾蘭·倫諾克斯-波伊德（Alan Lennox-Boyd），1954—1959年在任
- 伊安·麥克勞德（Iain Macleod），1959—1961年在任
- 雷金納·麥德寧（Reginald Maudling），1961—1962年在任
- 鄧肯·桑茲（Duncan Sandys），1962—1964年在任
- 安東尼·格林伍德（Anthony Greenwood），1964—1965年在任
- 隆福特伯爵法蘭克·帕肯漢姆（英语：Frank Pakenham, 7th Earl of Longford），1965—1966年在任
- 弗雷德里克·李（Frederick Lee），1966年在任